# Podjatost
Podjatost je obecně zaujatost v upřednostňování jistých věcí a lidí na úkor jiných. Synonyma jsou předpojatost, zaujatost, jednostrannost, anglicismus bias. V právním světě se tak označuje nezpůsobilost k nestrannému a nezaujatému posuzování záležitostí jiných a rozhodování o nich, která je zapříčiněna poměrem k dané věci, zejména přímým zájmem na jejím výsledku, či osobním vztahem k účastníkům řízení. Týká se především soudců, ale i jiných povolání a jejím důsledkem je vyloučení z dalšího působení v řízení, protože účelem je zajistit rovnost účastníků řízení, objektivitu tohoto řízení a nestrannost v rozhodnutí o věci.

## Obecná
Ve společnosti jde o podjatost v případech jako je kognitivní zkreslení, střet zájmů, předsudky a s nimi spojené jevy, jako je například diskriminace, rasismus či sexismus. K podjatosti také vede mediální zkreslení či publikační zkreslení. Zkreslení sloužící sobě je všeobecně rozšířená tendence vidět sama/samu sebe a své chování v příznivém světle. Filosofie a věda zkoumají vznik subjektivního mínění (ezoterismus, subjektivismus) v protikladu k objektivnímu, racionálnímu poznávání světa.

## Právní praxe

### Podjatost soudců
Vyloučení soudce z projednání a rozhodnutí určité věci je prolomením zásady zákonného soudce, je proto na místě pouze výjimečně, v případech, kdy vztah konkrétního soudce k dané věci, účastníkům řízení nebo jejich zástupcům je už takové intenzity, že i přes své zákonné povinnosti nebude schopen rozhodovat nezávisle a nestranně. Tento vztah musí být skutečně dán, např. pouhý pocit vlastní podjatosti soudce nestačí, vždy musí být zjištěn objektivní důvod, proč lze v daném případě o jeho nepodjatosti pochybovat. Podjatost nemusí vyplývat jen z toho, že soudce může být rozhodnutím ve věci osobně dotčen na svých právech, ale také tehdy, když zde nemá přímý právní zájem a jeho vztah k ní je faktického rázu, např. jestliže veřejně projevoval své vyhraněné názory na danou konkrétní věc. Podjatost ovšem může také spočívat v tom, že o věci získal poznatky mimoprocesním způsobem (byl např. sám svědkem trestného činu), jeho pohled na věc je pak totiž deformován. Z rozhodování u soudu vyššího stupně je kromě toho vyloučen také soudce, který se zúčastnil rozhodování u soudu nižšího stupně, a naopak. Vylučující poměr k účastníkům řízení nebo k jejich zástupcům je dán typicky na základě příbuzenského nebo podobného vztahu (jde o osobu blízkou), případně intenzivního přátelského, či naopak nepřátelského vztahu. Podjatost však nelze shledávat ve vztazích čistě profesionální známosti, např. u byť dlouholeté, ale stále jen společenské známosti mezi soudcem a místním advokátem. Důvodem k vyloučení také nikdy nejsou okolnosti, které spočívají v konkrétním postupu soudce přímo v daném řízení, stejně jako jeho rozhodování v jiných obdobných věcech. V tom se totiž projevuje samotný výkon soudnictví.

### Podjatost jiných profesí
V podobném postavení jako soudci se nachází např. i asistent soudce nebo vyšší soudní úředník, podobně také např. znalec, v jejich případě však o tom, zda jsou, či nejsou v dané věci podjatí, rozhoduje jim nadřízený soudce. V trestním řízení je pak obdobně jako soudce vyloučen z dalšího rozhodování ve věci státní zástupce i policejní orgán, přičemž svou podjatost posuzují sami. Proti tomuto rozhodnutí je nicméně přípustná stížnost, o které rozhodne orgán jim bezprostředně nadřízený. Také notáři v řízení o dědictví, kde vystupují v roli tzv. soudních komisařů, mohou být podjatí a posuzuje to právě soud, který je provedením úkonů v dědickém řízení pověřil. Stejně tak soud, který pověřil soudního exekutora prováděním exekuce, rozhoduje o jeho podjatosti.
Mimo tyto převážně justiční profese může být samozřejmě podjatý i kterýkoli správní úředník, s výjimkou vedoucích ústředních správních úřadů a státních tajemníků. Rozhoduje o tom jeho představený.

### Namítání podjatosti
Každý soudce je povinen svou podjatost posoudit sám a pokud zjistí, že by měl být z rozhodování vyloučen, oznámí to předsedovi soudu, který na základě rozvrhu práce určí jiného soudce. Námitku podjatosti může také při prvním soudním jednání vznést kterýkoli z účastníků řízení, rozhodne pak o ní soud vyššího stupně (u nejvyšších soudů jiný soudní senát či plénum).
Podjatost může namítnout i účastník správního řízení, který však musí námitku podjatosti dle ustanovení vznést ihned poté, „jakmile se o ní dozví“. O námitce o podjatosti úředníka pak rozhoduje usnesením služebně nadřízený úřední osoby, jíž se námitka podjatosti týká. Služebně nadřízený může podjatou úřední osobu z řízení vyloučit. Proti tomuto usnesení je možné se odvolat. Pokud služebně nadřízený bude považovat námitku za opožděnou, informuje o tom podatele námitky sdělením.